# Loguivy-Plougras
Loguivy-Plougras (bret. Logivi-Plougraz) miejscowość i gmina we Francji, w regionie Bretania, w departamencie Côtes-d’Armor.
Według danych na rok 1990 gminę zamieszkiwało 1021 osób, a gęstość zaludnienia wynosiła 21 osób/km² (wśród 1269 gmin Bretanii Loguivy-Plougras plasuje się na 573. miejscu pod względem liczby ludności, natomiast pod względem powierzchni na miejscu 86.).